# 九条良通
九条 良通（くじょう よしみち）は、平安時代末期から鎌倉時代初期にかけての公卿・歌人。関白・九条兼実の長男。官位は正二位・内大臣。九条内大臣、冷泉内大臣と号す。

## 経歴
九条兼実の嫡男として周囲の期待を受けて育ち、また伯母の皇嘉門院聖子の猶子となる。承安5年（1175年）従五位上に元服して初叙。侍従・右近衛中将を経て、治承2年12月（1179年2月）従三位に叙せられ公卿に列す。
治承3年（1179年）従二位・権中納言兼右近衛大将、養和2年（1182年）権大納言と摂関家の子弟として順調に昇進し、文治2年（1186年）摂政・近衛基通の失脚に伴い父・兼実が摂政に任ぜられた6ヶ月後、上位者5人を越えて20歳にして内大臣兼左近衛大将に昇る。しかし、2年後の文治4年（1188年）に病を得て急死した。享年22。良通の急死に衝撃を受けた父の兼実が出家を考えたほどだったという。
良通の早逝のため、九条家嫡流は同母弟の良経に受け継がれることとなった。なお、良通が聖子から継承した最勝金剛院領などの皇嘉門院領は、後の九条家家領の源流になった。

## 人物
若年でありながら和漢の文学に通じた才人として知られ、勅撰歌人として『千載和歌集』に4首が入集。『古今著聞集』には、薨去して間もない良通が良経の夢枕に現れ、自らの無念の思いを込めた漢詩を吟じる説話がある。

## 系譜
- 父：九条兼実（1149-1207）
- 母：藤原兼子 - 藤原季行の娘
- 妻：藤原兼雅の娘（1170-?）